# ARKive
ARKive是一个以宣传生态保护为主题的公益网站，分门别类地收集有大量不同物种在野外被拍摄到的图片和视频资料，可以供访问者免费观看。网站致力于所谓“通过来自野生生物影像的力量以促进对世界上各种受威胁物种的保护”（"promoting the conservation of the world's threatened species, through the power of wildlife imagery"）的使命，搜集有大量野生动植物和微生物的视频、图片和声音，并将其存入了一个中心化管理的电子数据库。其现阶段的主要任务是完善好被列于IUCN红名单上的约17000余个生存受威胁物种的音-视频资料。
计划原是由在英国注册的教育性慈善机构生态荧屏基金会发起的，其总部位于英国布里斯托尔。技术平台由惠普负责构建，同时也是HP Labs' Digital Media Systems研究项目的一部分。
许多领先的生态保护组织或是学术研究结构都为ARKive提供了援助，其中包括国际鸟盟、保护国际、国际自然保护联盟（IUCN）、联合国世界保护监测中心（UNEP-WCMC）、世界自然基金会（WWF）,、伦敦自然史博物馆、英国邱园和史密森尼学会等。该网站也是网络生命大百科计划常任（Institutional）委员会的成员之一。
谷歌地球扩展服务提供了2个ARKive应用功能层（ARKive layers），可分别显示出世界受威胁物种的分布以及墨西哥湾的物种分布情况。其中的第一个应用项目是由生态荧屏基金会的一位赞助人大衛·艾登伯祿先生在2008年4月推出的。

## 回响
该网站曾被《星期日泰晤士报》评选为2005年度网站。2010年，网站因其出色的工作水准获得了威比奖之教育门类奖项，另外还得到了一个“教育相关领域出版者杰出成就大奖”之面向9-12岁青少年的优秀网站奖。